# Pyrgulopsis trivialis
Pyrgulopsis trivialis är en snäckart som först beskrevs av Taylor 1987.  Pyrgulopsis trivialis ingår i släktet Pyrgulopsis och familjen tusensnäckor. IUCN kategoriserar arten globalt som akut hotad. Inga underarter finns listade i Catalogue of Life.